# USS Raby (DE-698)
USS Raby (DE-698/DEC-698) là một tàu hộ tống khu trục lớp Buckley được Hải quân Hoa Kỳ chế tạo trong Chiến tranh Thế giới thứ hai. Tên nó được đặt theo Chuẩn đô đốc James Joseph Raby (1874-1934), người từng tham gia Chiến tranh Thế giới thứ nhất và được tặng thưởng Huân chương Chữ thập Hải quân.
Nó đã phục vụ cho đến khi chiến tranh kết thúc, và tiếp tục hoạt động trong giai đoạn cuộc Chiến tranh Lạnh cho đến khi xuất biên chế năm 1953 và bị tháo dỡ năm 1968. Raby được tặng thưởng ba Ngôi sao Chiến trận do thành tích phục vụ trong Thế Chiến II.

## Thiết kế và chế tạo
Những chiếc thuộc lớp tàu hộ tống khu trục Buckley có chiều dài chung 306 ft (93 m), mạn tàu rộng 37 ft 1 in (11,30 m) và độ sâu mớn nước khi đầy tải là 11 ft 3 in (3,43 m). Chúng có trọng lượng choán nước tiêu chuẩn 1.400 tấn Anh (1.400 t); và lên đến 1.740 tấn Anh (1.770 t) khi đầy tải. Hệ thống động lực bao gồm hai turbine hơi nước General Electric công suất 13.500 mã lực (10.100 kW), dẫn động hai máy phát điện công suất 9.200 kilôwatt (12.300 hp) để vận hành hai trục chân vịt;  công suất 12.000 hp (8.900 kW) cho phép đạt được tốc độ tối đa 23 kn (26 mph; 43 km/h), và có dự trữ hành trình 6.000 nmi (6.900 mi; 11.000 km) khi di chuyển ở vận tốc đường trường 12 kn (14 mph; 22 km/h).
Vũ khí trang bị bao gồm ba pháo 3 in (76 mm)/50 cal trên tháp pháo nòng đơn có thể đối hạm hoặc phòng không, một khẩu đội 1,1 inch/75 caliber bốn nòng và tám pháo phòng không Oerlikon 20 mm. Vũ khí chống ngầm bao gồm một dàn súng cối chống tàu ngầm Hedgehog Mk. 10 (có 24 nòng và mang theo 144 quả đạn); hai đường ray Mk. 9 và tám máy phóng K3 Mk. 6 để thả mìn sâu. Khác biệt đáng kể so với lớp Evarts dẫn trước là chúng có thêm ba ống phóng ngư lôi Mark 15 21 inch (533 mm). Thủy thủ đoàn đầy đủ bao gồm 186 sĩ quan và thủy thủ.
Raby được đặt lườn tại xưởng tàu của hãng Defoe Shipbuilding Company tại Bay City, Michigan vào ngày 7 tháng 6, 1943. Nó được đặt tên Raby vào ngày 22 tháng 6, 1943 và hạ thủy vào ngày 4 tháng 9, 1943; được đỡ đầu bởi bà James Joseph Raby, vợ góa Chuẩn đô đốc Raby. Con tàu nhập biên chế tại New Orleans, Louisiana vào ngày 7 tháng 12, 1943 dưới quyền chỉ huy của Hạm trưởng, Thiếu tá Hải quân James Scott II.

## Lịch sử hoạt động

### 1943 - 1945
Sau khi hoàn tất việc chạy thử máy huấn luyện tại khu vực Bermuda và sửa chữa sau chạy thử máy, Raby khởi hành từ Norfolk, Virginia vào ngày 10 tháng 2, 1944 để đi sang khu vực Mặt trận Thái Bình Dương ngang qua kênh đào Panama. Đi đến Nouméa thuộc quần đảo New Caledonia vào ngày 11 tháng 3, nó đảm nhiệm vai trò hộ tống các đoàn tàu vận tải đi lại giữa Guadalcanal thuộc quần đảo Solomon đến tận đảo Manus thuộc quần đảo Admiralty. Sau đó vào đầu mùa Xuân nó tham gia vào hoạt động tuần tra chống tàu ngầm tại khu vực Solomon.
Vào ngày 16 tháng 5, Raby cùng các tàu hộ tống khu trục chị em England (DE-635) và George (DE-697) khởi hành từ đảo Florida, Solomon trong thành phần một đội tìm-diệt tàu ngầm, vốn sẽ trở thành một chiến dịch tuần tra chống tàu ngầm thành công nhất tại Thái Bình Dương. Trong chuyến tuần tra từ ngày 19 đến ngày 31 tháng 5, ba chiếc tàu hộ tống khu trục đã đánh chìm tổng cộng sáu tàu ngầm Nhật Bản: I-16, RO-104, RO-105, RO-106, RO-108 và RO-116, tại vùng biển phía Bắc quần đảo Bismarck.
Raby quay trở lại nhiệm vụ hộ tống vận tải vào cuối tháng 6, ở lại khu vực Solomon cho đến ngày 26 tháng 10, khi nó lên đường đi sang đảo Manus, quần đảo Admiralty đảm nhiệm vai trò tương tự. Đến tháng 12, nó chuyển đến Ulithi. Lúc chiều tối ngày 21 tháng 1, 1945, một máy bay tuần tra phát hiện một tàu ngầm đối phương nổi trên mặt biển cách 18 mi (29 km) về phía Tây Ulithi. Lực lượng tìm-diệt được báo động bao gồm các tàu hộ tống khu trục Raby, Conklin (DE-439) và Corbesier (DE-438) nhanh chóng xuất phát từ Ulithi. Ba con tàu đã mở rộng khu vực rà soát tìm kiếm suốt ngày và đêm của ngày hôm sau, cho đến sáng sớm ngày 23 tháng 1, khi họ bặt được tín hiệu radar của mục tiêu nổi trên biển. Khi chiếc tàu ngầm đối phương lặn xuống, họ tiếp tục dò được mục tiêu qua sonar. Những đợt tấn công bằng súng cối chống tàu ngầm Hedgehog đã đánh chìm chiếc tàu ngầm Nhật Bản I-48.
Đến cuối tháng 1, 1945, Raby chuyển đến Guam để phục vụ tuần tra và hộ tống vận tải cho đến tháng 6, Từ ngày 22 tháng 6 đến ngày 31 tháng 8, nó hoàn tất hai chuyến hộ tống vận tải khứ hồi đến Okinawa. Sau khi Nhật Bản đã chấp nhận đầu hàng giúp kết thúc cuộc xung đột, nó lên đường vào ngày 13 tháng 9 để quay trở về Hoa Kỳ ngang qua Trân Châu Cảng.

### Sau chiến tranh
Ở lại vùng biển vào đầu năm 1946, Raby được cải biến khi các khẩu pháo 3 inch/50 caliber được thay thế bởi hai khẩu pháo 5 inch/38 caliber nòng đơn và một dàn súng cối chống tàu ngầm Hedgehog. Nó được phái sang phục vụ tại khu vực Tây Thái Bình Dương, trình diện cùng Đệ Thất hạm đội vào ngày 6 tháng 4, và trong ngày hôm đó đã giải cứu đội bay một chiếc máy bay ném bom B-29 Superfortress bị rơi trên biển. Nó viếng thăm Hong Kong, Cơ Long, Thượng Hải và Thanh Đảo trước khi đi đến Okinawa vào ngày 26 tháng 6, và hoạt động tại vùng biển Okinawa, Trung Quốc và Nhật Bản trước khi quay trở về San Diego vào ngày 9 tháng 4, 1947.
Được điều sang Lực lượng Đặc nhiệm 15, Raby thực hiện hai chuyến đi giữa vùng bờ Tây và Trân Châu Cảng cho đến ngày 7 tháng 12, khi nó lên đường đi Eniwetok và Kwajalein, đi đến Bikini vào ngày 1 tháng 5, 1948. Nó quay trở về Trân Châu Cảng vào ngày 27 tháng 5, và về đến San Diego vào ngày 28 tháng 1, 1949. Nó tiếp tục các hoạt động thường lệ từ căn cứ San Diego, thực hiện hai chuyến đi đến Trân Châu Cảng cùng trong năm đó, và được xếp lại lớp như một tàu hộ tống khu trục kiểm soát với ký hiệu lườn DEC-698 vào ngày 2 tháng 11, 1949. Con tàu băng qua kênh đào Panama vào ngày 25 tháng 1, 1950 để chuyển sang vùng bờ Đông, đi đến vào ngày 1 tháng 2. Trong những năm tiếp theo nó hoạt động dọc theo bờ biển Đại Tây Dương và vùng biển Caribe.
Raby được đại tu tại Xưởng hải quân Philadelphia từ tháng 6 đến tháng 9, 1953 để chuẩn bị ngừng hoạt động, rồi được kéo đến neo đậu tại sông St. Johns, Florida vào ngày 24 tháng 9; nó được cho xuất biên chế vào ngày 22 tháng 12, 1953 và được đưa về Hạm đội Dự bị Đại Tây Dương. Đang khi trong thành phần dự bị, con tàu được xếp lại lớp như một tàu hộ tống khu trục thông thường DE-698 vào ngày 27 tháng 12, 1957, và được kéo đến neo đậu Orange, Texas vào năm 1960, nhưng không bao giờ được đưa ra hoạt động trở lại. Tên nó được cho rút khỏi danh sách Đăng bạ Hải quân vào ngày 1 tháng 6, 1968, và con tàu được bán để tháo dỡ vào ngày 18 tháng 7, 1969.

## Phần thưởng
Raby được tặng thưởng ba Ngôi sao Chiến trận do thành tích phục vụ trong Thế Chiến II.
|                                         |  |  |
| Bronze star · Bronze star · Bronze star |  |  |

| Huân chương Chiến dịch Hoa Kỳ                                           |                                      |                                       |
| Huân chương Chiến dịch Châu Á-Thái Bình Dương với 3 Ngôi sao Chiến trận | Huân chương Chiến thắng Thế Chiến II | Huân chương Phục vụ Phòng vệ Quốc gia |